# Villa Nueva (Guatemala)
Pour les articles homonymes, voir Villa Nueva.
Villa Nueva est une municipalité dans le département du Guatemala au Guatemala. 

## Démographie
Selon une étude de 2022 la ville contiendrait 301 907 habitants.

## Histoire
Villa Nueva fut fondée le 17 avril 1763.

## Économie
L'économie locale dépend énormément de l'industrie, la municipalité possède 25 entreprises  produisant du textile, du plastique et des métaux. L'aire agricole produit majoritairement du riz, des légumes et des fruits.

## Personnalité liée
- Daniela Sanchez
- Benjamin Arias